# Armin Öhri
Armin Öhri (* 23. září 1978) je lichtenštejnský spisovatel píšící historické a kriminální romány. V roce 2014 obdržel za román Die dunkle Muse Cenu Evropské unie za literaturu.

## Publikační činnost

### Přehled děl v originále (výběr)
- Liechtenstein - Roman einer Nation: Zeitgeschichtlicher Kriminalroman. Meßkirch: Gmeiner Verlag GmbH, 2016. 504 S.
- Die letzte Reise der Hindenburg: Kurzroman. Meßkirch: Gmeiner Verlag GmbH, 2016. 139 S.
- Die Dame im Schatten: Julius Bentheims dritter Fall. Meßkirch: Gmeiner Verlag GmbH, 2015. 248 S.
- Der Bund der Okkultisten: Julius Bentheims zweiter Fall. Meßkirch: Gmeiner Verlag GmbH, 2014. 249 S.
- Die dunkle Muse: Julius Bentheims erster Fall. Meßkirch: Gmeiner Verlag GmbH, 2012. 276 S.
- Sinfonie des Todes: Ein Roman aus dem alten Wien. Meßkirch: Gmeiner Verlag GmbH, 2011. 272 S.